# Knotty, Knotty!
Knotty, Knotty! è un cortometraggio muto del 1913. Il nome del regista non viene riportato nei credit del film prodotto dalla Champion Film Company di Mark M. Dintenfass e distribuito dall'Universal Film Manufacturing Company. In marzo, la compagnia aveva fatto uscire un film quasi omonimo, la commedia A Knotty Knot.

## Produzione
Il film fu prodotto dalla Champion Film Company, una compagnia indipendente che Dintenfass aveva fondato nel 1909, stabilendone gli studi a Fort Lee, nel New Jersey e che da lì a poco sarebbe stata assorbita dall'Universal Film Manufacturing Company di Carl Laemmle.

## Distribuzione
Distribuito dall'Universal Film Manufacturing Company, il film - un cortometraggio di una bobina - uscì nelle sale cinematografiche USA il 21 aprile 1913.